# Encarsia luoae
Encarsia luoae är en stekelart som beskrevs av Huang och Andrew Polaszek 1998. Encarsia luoae ingår i släktet Encarsia och familjen växtlussteklar. Inga underarter finns listade i Catalogue of Life.